# Syndicat intercommunal de gestion informatique
Pour les articles homonymes, voir Sigi (homonymie).
Le Syndicat intercommunal de gestion informatique, abrégé en SIGI, est un syndicat intercommunal luxembourgeois créé en 1982 qui développe des services informatiques pour assister ses communes membres dans leurs tâches quotidiennes qui regroupe la quasi-totalité des communes du grand-duché, à l'exception de Luxembourg.

## Histoire
Le SIGI est créé par l'arrêté grand-ducal du 31 mars 1982. L'objectif initial est de doter la ville d'Esch-sur-Alzette d'un réseau informatique ; le syndicat est créé avec les communes de Remich et Wiltz, rejointes deux ans plus tard, en 1984 par 44 autres communes.
L'objectif initial était de doter la ville d'Esch-sur-Alzette d'un réseau informatique ; le syndicat est créé avec les communes de Remich et Wiltz, rejointes deux ans plus tard, en 1984 par 44 autres communes.
Le premier siège du SIGI était un appartement au Val Saint-André à Rollingergrund / Belair-Nord, aménagé de façon sommaire et artisanale ; le siège est déplacé en 1987 dans des locaux adaptés.
Basée initialement sur des HP 3000, l'infrastructure a du être reconstruite au début des années 2000 pour pallier la fin de vie du matériel.
Fin 2010/début 2011, il met en en place dans les communes pilotes de Dudelange et Hesperange macommune.lu, un portail destiné aux citoyens afin qu'ils puissent télécharger ou remplir et signer des documents administratifs tels que des permis de construire ou l'historique de sa consommation d'eau,.
Le SIGI compte 94 communes membres en 2012 puis 100 communes l'année suivante (sur les 106 que comptait le pays à cette époque).
Un audit rendu public début 2023 épingle des dysfonctionnements au sein du SIGI en termes de gestion du personnel, provoquant la démission du président Yves Wengler en poste depuis 22 ans.

## Le syndicat

### Missions
L'objet et les missions du SIGI sont définis par les statuts du 31 mars 1982. Le SIGI accompagne les communes membres luxembourgeoises, une cinquantaine de syndicats intercommunaux, les offices sociaux des communes et les maisons relais et collabore ainsi avec l'entièreté des communes du pays et avec différents ministères. Par exemple, le SIGI assure la gestion de près de 80 sites internet communaux.

### Territoire
En 2023, le SIGI regroupe 99 des 100 communes du Luxembourg ; la seule commune non-membre est la capitale Luxembourg qui dispose de son propre service informatique,.

## Administration

### Siège
Le siège du SIGI est situé 11 rue Emile Reuter à Contern.

### Bureau et comité
L'administration du syndicat est assurée par trois organes, plus le président :
- Le comité définit les grandes lignes stratégiques du syndicat. Il approuve le budget du SIGI ainsi que les comptes et nomme les fonctionnaires et les employés. Il est constitué de 55 délégués des communes membres du SIGI, certaines sont représentées par des délégués de circonscriptions (Centre, Est et Nord).
- Le bureau est composé d'un président, d'un premier vice-président, d'un second vice-président et de quatre membres qui sont désignés parmi ceux du comité. Sa fonction est comparable à celle du collège échevinal d'une commune.
- Le comité de direction, constitué de six membres.

### Présidence
| Identité                           | Période         | Période  | Durée  |
| Identité                           | Début           | Fin      | Durée  |
| ---------------------------------- | --------------- | -------- | ------ |
| François Schaack (d) (1927 - 2019) | 1982            | 2001     | 19 ans |
| Yves Wengler (d) (né en 1963)      | 13 juillet 2001 | 2023     | 22 ans |
| Philippe Meyers (d)                | 2023            | En cours | 2 ans  |